# Bazilije II.
Bazilije II. Bugaroubojica (Βασίλειος Β΄ Βουλγαροκτόνος, Vasíleios II Boulgaroktónos, 958. – 15. prosinca 1025.), poznat i kao Bazilije Porfirogenet i Bazilije Mlađi kako bi se razlikovao od Bazilija I. Makedonca, bio je bizantski car iz Makedonske dinastije koji je vladao od 10. siječnja 976. godine do 15. prosinca 1025. godine. Za vrijeme njegove vladavine, Bizantsko Carstvo bilo je najsnažnije u gotovo pet stoljeća.

## Ličnost
Bazilije II. odrastao je na dvoru kojim zapovijedaju generali-carevi. Možda zbog stresa kada ga majka napada 969. godine, on reže sve poveznice s njezinim načinom života (za razliku od brata Konstantina VIII.), uživanja u bogatstvu i putenim strastima pa se okreće vojničkom, asketskom načinu života. Boja dotadašnjih rimsko-bizantskih careva bila je purpurna, što on na sebi mijenja u tamnopurpurnu koju nosi samo u službenim okolnostima. Uobičajena careva odjeća bila je uniforma običnog vojnika ispod koje bi veoma često nosio svećeničku odjeću. Tipični diplomat u posjetu dvoru, ako prije nije nikada vidio ovog omalenog plavookog cara, mogao je vrlo lako napraviti grešku i zamijeniti ga za običnog vojnika koji obilazi palaču. Kao general, Bazilije se smatrao ocem svojih vojnika pa kada bi netko od njih poginuo, on bi pod svoju zaštitu uzeo njegovu djecu, koja bi vrlo često poslije postala državni birokrati ili nova generacija vojnika neupitne lojalnosti.

## Životopis

### Prve godine
Roditelji Bazilija II. bili su car Roman II. i njegova supruga Teofano. Koristeći se povijesnim presedanom cara Konstantina Porfirogeneta, Bazilije je bio okrunjen 960. godine u drugoj godini života kao mlađi car Bizanta. Kada mu otac neočekivano umire 15. ožujka 963. godine u svojoj 26 godini života, njegova majka preuzima upravljanje državom u svojstvu regenta. Tu političku situaciju nije htio prihvatiti ni narod niti Crkva, a niti vojska što rezultira pobunom popularnog generala Nikefora, koji plebiscitnom narodnom voljom biva prihvaćen za novog cara 2. srpnja 963. godine. Osim što je degradiran sa svog položaja državnog vođe, maleni Bazilije u liku novog cara dobio je i očuha, zato što je njegova majka bila prisiljena udati se za novog cara (16. kolovoza 963. godine).

### Dvorski život
Bez obzira na smrt oca i dobivanje očuha, život Bazilija II. i njegova brata Konstantina VIII. bio je bez značajnih političkih promjena, zato što novi car nije imao djece pa su carevići bili sigurni. Dok je njihov život prolazio mirno, Teofano se nije mogla pomiriti sa životom s novim suprugom, koji po opisima suvremenika nije bio neki ljepotan. Svoju utjehu ona je našla u carevu nećaku i potencijalnom prijestolonasljedniku Ivanu s kojim će sklopiti zavjeru radi ubojstva Nikefora. Ta zavjera ostvarit će uspjeh 969. godine kada Nikefor pada u atentatu koji je organizirala njegova supruga. Očekivano novo vjenčanje i krunidba padaju u vodu kada patrijarh odbija okruniti Teofanu zato što "carev ubojica ne može postati car" te je ona poslana u samostan, tako da su mladi carevići sada izgubili i majku. Kako ni novi car nije imao djece, oni su ipak ostali jedini nasljednici carstva. Jedina stvarna prijetnja na kraju postaje njihova majka koja, tijekom preseljenja iz jednog samostana u drugi, dobiva dopuštenje da posjeti svoju djecu i bivšeg ljubavnika a sadašnjeg cara Ivana. Tada, u napadu bijesa zbog svega izgubljenog, ona među ostalim optužbama protiv svih prisutnih viče kako Bazilijev otac nije Roman II. nego neki njezin anonimni ljubavnik. Tim optužbama ogorčene žene na kraju nije nitko vjerovao. Nakon toga mirni dvorski život nastavio je svojim prirodnim tijekom sve do siječnja 976. godine kada car Ivan I. iznenada umire od posljedica tifusa ili trovanja koje je organizirao patrijarh (ovisi o tome koji se povijesni izvori gledaju).

### Prvi građanski rat
Ubrzo po dolasku te vijesti u Carigrad, Bazilije II. (kao stariji car) i njegov brat Konstantin VIII. (kao mlađi car) 10. siječnja 976. godine okrunjeni su za careve uz pomoć svog ujaka Bazilija Lekapena koji je bio predsjednik Senata. Tu krunidbu navodno je zbog Bazilijeve mladosti – tada je imao 17 godina – odlučio osporiti nećak cara Nikefora Barda Skler zapovjednik bizantske vojske u Aziji. Tijekom rata koji će trajati gotovo tri godine pobunjenici će osvojiti cijelu Malu Aziju, a njihova će mornarica napadati Carigrad. Na kraju će ipak lojalne trupe pod zapovjedništvom Bardasa Foke 24. ožujka 979. godine ostvariti konačnu pobjedu nakon koje Barda Skler bježi u Bagdad pod arapsku zaštitu. Ovaj trogodišnji građanski rat najbolje su iskoristili Bazilije Lekapen i general Barda Foka koji su praktički vladali tijekom ovog vremena u ime Bazilija II. Također, povlačenje vojnih snaga s Balkana iskorištavaju Bugari koji se uspješno bune pod vodstvom Samuila koji će se u bliskoj budućnosti okruniti za bugarskoga cara.

### Drugi građanski rat
S vremenom, Bazilije je postajao sve nezadovoljniji situacijom u kojoj drugi vladaju namjesto njega i to je počeo javno pokazivati. Bez obzira na hladne odnose, nijedna strana nije imala službenih razloga za otvaranje neprijateljstva. Ti će razlozi biti stvoreni 986. godine kada će vojne snage pod izravnim Bazilijevim zapovjedništvom biti potučene u bitki protiv Bugara. Rabeći kao razlog nesposobnost cara, Barda Skler i Barda Foka uz podršku Bazilija Lekapena, Gruzije i Bagdada dižu novu bunu u Aziji. Ovaj put, našavši se u procijepu između nove velike istočne pobune i bugarskih napada na Balkanu, izgledalo je da će Bazilije izgubiti rat zato što je imao mnogo slabije vojne snage. Kako je mornarica ipak ostala lojalna caru, pobunjenici nisu bili u stanju prijeći u Europu, što je dovelo do pat-pozicije. Ona će biti riješena tek u siječnju 989. godine kada Bazilije dobiva obećanu vojnu pomoć Kijevske Rusije. Cijena te vojske bila je ruka careve sestre Ane koja se morala udati za tamošnjeg nevjerničkog vladara Vladimira I. koji je imao na desetke žena i službenih ljubavnica. Tijekom odlučujuće bitke 13. travnja 989. godine uzurpator Barda Foka pao je s konja i preminuo čime je dao potpunu pobjedu Baziliju.
Kako bi opomenuo sve druge koji snivaju o pobuni, nakon pobjede u ovoj bitki car zarobljenog pobunjeničkog generala Kalokira Delfinasa nabija na kolac, a glavu njegova zapovjednika šalje na putovanje po svim provincijama carstva. Drugi vođa pobune Barda Skler (kojega je Foka dao zatvoriti) tada se odlučuje predati na milost i nemilost pobjedniku. Namjesto pogubljenja car ovog starog, slomljenog i oslijepljenog pobunjenika uzima za svog savjetnika, kojemu, između ostalog, postavlja i pitanje kako spriječiti buduće pobune. Odgovor je glasio da poveća poreze plemićima i bogatašima, tako da oni nemaju ni novca niti vremena za pripremanje buna. Taj je savjet Bazilije odlučio potpuno poslušati, tako da je do kraja svoje vladavine uspio potpuno slomiti velikašku moć.
Posljednji problem ovog prvog razdoblja njegove vladavine postaje pitanje državne administracije. Glavne državne birokrate postavio je sada mrtvi patrijarh Bazilije Lekapen i oni ne osjećaju nikakvu lojalnost prema caru. Postupna smjena tih kadrova trajat će do 996. godine kada će Bazilije II. napokon postati neupitni vladar Bizanta.

### Politički odnosi u Aziji
Od svojih prethodnika Bazilije II. naslijedio je rat protiv Fatimida na području današnje Sirije i Libanona. Tijekom ovog rata Bizant je cijelo vrijeme vodio obrambeni rat kako bi zaštitio grad Alep i arapskog saveznika Hamdadidski emirat. Jedino je razdoblje primirja bilo 988. godine tijekom bizantskog građanskog rata kada su Fatimidi promatrali ovo iscrpljivanje protivničkog ljudstva i financijskih resursa. Bizant je u to vrijeme doživio i dva vojna debakla nakon kojih je na bojno polje dolazio sam car kako bi spasio situaciju. Vidjevši da nisu u stanju pobijediti protivnika Fatimida, traže primirje 995. godine, što će 1001. godine dovesti do mirovnog sporazuma.
Na području današnje Armenije i Gruzije tijekom ovog razdoblja nalazila se kneževina Tao. Njezin vladar David napravio je neoprostivu grešku u podršci pobunjenicima tijekom građanskog rata. Kako nije imao djece ni braće, Bazilije II. prisiljava ga da ga "usvoji" kako bi on naslijedio ovu državu. Kada je David 1000. godine preminuo, dolazi do automatske aneksije njegove države. Gotovo istodobno s tim promjenama malo sjevernije nastaje Gruzija koja će nakon 1013. osporiti bizantsku vlast nad ovom kneževinom. U ratovima, koji će s prekidima trajati od 1014. do 1022. godine, Bazilije II. postat će gospodar južnih padina Kavkaza, gdje će se sve države neupitno priznavati bizantsku vlast.

### Bugarski rat
Debakl iz 986. godine i zauzetost događajima u Aziji rezultira širenjem Bugarske države koja 997. godine kontrolira teritorije današnje Bugarske, Makedonije, Albanije, Srbije, Crne Gore, istočne polovice Bosne i Hercegovine i najsjevernijeg dijela Grčke. Te, za ovaj rat kritične, 997. godine Nikefor Uranus ostvaruje neočekivanu pobjedu nad Samuilom kod rijeke Spercheius. Nakon toga vojna sreća potpuno se okrenula, tako da je uskoro Bugarija "oslobođena", a Drač je prešao u bizantske ruke. U takvoj situaciji dolazi do sklapanja desetogodišnjeg primirja između zaraćenih snaga.
Početak novih ratnih operacija dogodit će se tek 1014. godine, kada u bitki kod Belasice Bazilije II. Bugaroubojica potpuno pobjeđuje bugarsku vojsku. Potom osljepljuje 14 000 zarobljenika, nakon čega ih oslobađa kako bi išli kući. Nakon što je ugledao tu slijepu vojsku, bugarski car Samuilo doživljava infarkt i umire. Istodobno s ovom izgubljenom bitkom bugarska je vojska u drugom okršaju potukla bizantsku vojsku koju je vodio solunski vojskovođa, što je onemogućilo nastavak velike bizantske ofenzive koja će završiti aneksijom cijelog Balkana 1018. godine. Hrvatski kralj Krešimir III. tada će biti prisiljen priznati cara Bazilija II. za svog vrhovnog gospodara.

### Italija
U Italiji su početkom Bazilijeve vladavine bizantski posjedi ograničeni na grad Napulj i provincije Kalabriju i Apuliju. Kada rimsko-njemački car Oton II. vrši 982. godine invaziju na te pokrajine, Bizant ne poduzima ništa osim što dopušta prijelaz arapske vojske na Apeninski poluotok. U bitki tih dviju vojski on na kraju postaje pobjednik zato što se oboje vraćaju u svoju postojbinu. Do kraja Bazilijeve vladavine na ovom se području vodi identična obrambena politika. Pokušaji sklapanja mira s arapskom državom na Siciliji ne daju uspjeha, ali sklapanje savezništva s Pisom, Venecijom i arapskom državom u Španjolskoj pruža zadovoljavajući odgovor pa i ponovna invazija Svetog Rimskog Carstva 1021./22. propada bez ikakvog uspjeha. Između tih dviju njemačkih invazije Bizant malenim vojnim operacijama ponovno postaje gospodar cijele južne Italije.

### Nasljednici
Bez obzira na carev potpuni politički uspjeh, on je krajem vladavine postao svjestan svoga konačnog poraza. Je li između njega i Konstantina VIII. (on je bio formalno car zajedno s Bazilijem) postojao neki nepisani sporazum danas je nemoguće znati, ali ostaje činjenica da se on nije nikada ženio pa je potomke trebao ostaviti carev brat. To se na kraju nije dogodilo, zbog čega u razdoblju nakon 1021. godine dolazi do opće zabrinutosti oko nasljedstva pa ostarjeli car hoda nekoliko puta po ulicama Carigrada kako bi uvjerio stanovnike da je živ. Jedini su nasljednici te 1025. godine Zoe (rođena 978.) i Teodora (rođena 980.), Konstantinove kćeri koje se nalaze u dvorskom pritvoru. Bazilije II. živio je u strahu da će kćeri njegova brata nakon potencijalnog vjenčanja za bizantskog plemića narušiti stabilnost Carstva. Ta se odluka na kraju pokazala katastrofalnom zato što dovodi do pada dinastije.
Narod te posljednje careve godine živi u strahu jer svi unaprijed znaju da će smrt ostarjele braće dovesti do borbe za prijestolje, kao što je također poznato da Bazilije ima izuzetno loše mišljenje o svom bratu koji se prepustio životnim užicima. Na žalost Bizanta, njegovo mišljenje o Konstantinu VIII. ubrzo se pokazalo ispravnim zato što prva dva važnija poteza novog cara 1026. godine postaju odustajanje od invazije na Siciliju (iako je Messina već bila osvojena) i ukidanje zakona koji je štitio seljake od veleposjednika.

### Smrt
Krajem Bazilijeva života svi granični problemi Bizantskog carstva bili su sređeni, s izuzetkom Sicilije čiji arapski vladari odbijaju mirovne sporazume. Kako bi se taj odnos "uredio" na zadovoljavajući način, Bizant je počeo pripremati invaziju koja treba otpočeti 1026. godine na pedesetu godišnjicu samostalne vladavine. Prije nego što je invazija postala stvarnost, Bazilije II. preminuo je 15. prosinca 1025. godine.
Iako je tijekom gotovo cijele vladavine pripremao sebi pokop u Konstantinovom Mauzoleju koji se nalazio u crkvi Svetih Apostola, on tu odluku na kraju mijenja kako bi bio pokopan u manastiru Svetog Ivana Evanđelista, koji se nalazi u neposrednoj blizini vojarni, tako da i mrtav promatra svoje vojnike. Po Bazilijevoj želji na posmrtnu je ploču urezan sljedeći epitaf:
| „ | Nitko nije vidio da moje koplje mirno leži od vremena kada me Car Nebeski prozvao velikim carem samovladarom zemlje, cijeloga svog života štitio sam djecu Novoga Rima stupajući hrabro prema zapadu i do granica istoka. Perzijanci i Skiti svjedoci su toga, zajedno s Abasgosima, Ismaelićanima, Arapima, Iberijcima. I sada, dobri čovječe, gledajući ovaj grob, nagradi ga molitvom kao naknadom za moje vojne pohode. | ” |
|   | |   |